# Урбан, Ульрих
Ульрих Урбан (нем. Ulrich Urban; род. 12 ноября 1939, Франкфурт-на-Одере) — немецкий пианист и музыкальный педагог.

## Биография
Окончил Лейпцигскую консерваторию, ученик Гюнтера Коотца (фортепиано) и Рольфа Ройтера (дирижирование). С 1969 года преподаёт там же, с 1991 г. профессор; среди его многочисленных учеников, в частности, Александра Элер.
Концертный репертуар Урбана простирается от произведений Иоганна Себастьяна Баха до современной музыки. Его гастрольные поездки проходили в различных странах Европы, а также в Японии, США, ЮАР. Среди записей Урбана выделяются полное собрание сольных фортепианных произведений Людвига Тюйе, альбомы сочинений Фанни Мендельсон, Макса Регера, Ганса Пфицнера, Эрвина Шульхофа, Клемента Харриса; часто выступая с виолончелистом Хансом Георгом Ярославским, Ульрих записал с ним виолончельные сонаты Регера, Иоганнеса Брамса и Александра Бородина. Аккомпанировал также Николаю Гедде и Саше Вечтомову.